# Gary Gillespie
Gary Thompson Gillespie (Stirling, 5 luglio 1960) è un ex calciatore britannico, di ruolo difensore.

## Palmarès

### Club

#### Competizioni nazionali
- Campionato inglese: 3

Liverpool: 1985-1986, 1987-1988, 1989-1990
- Charity Shield: 4

Liverpool: 1986, 1988, 1989, 1990
- Coppa di Lega inglese: 1

Liverpool: 1983-1984

#### Competizioni internazionali
- Coppa dei Campioni: 1

Liverpool: 1983-1984